# تطويل (معان)

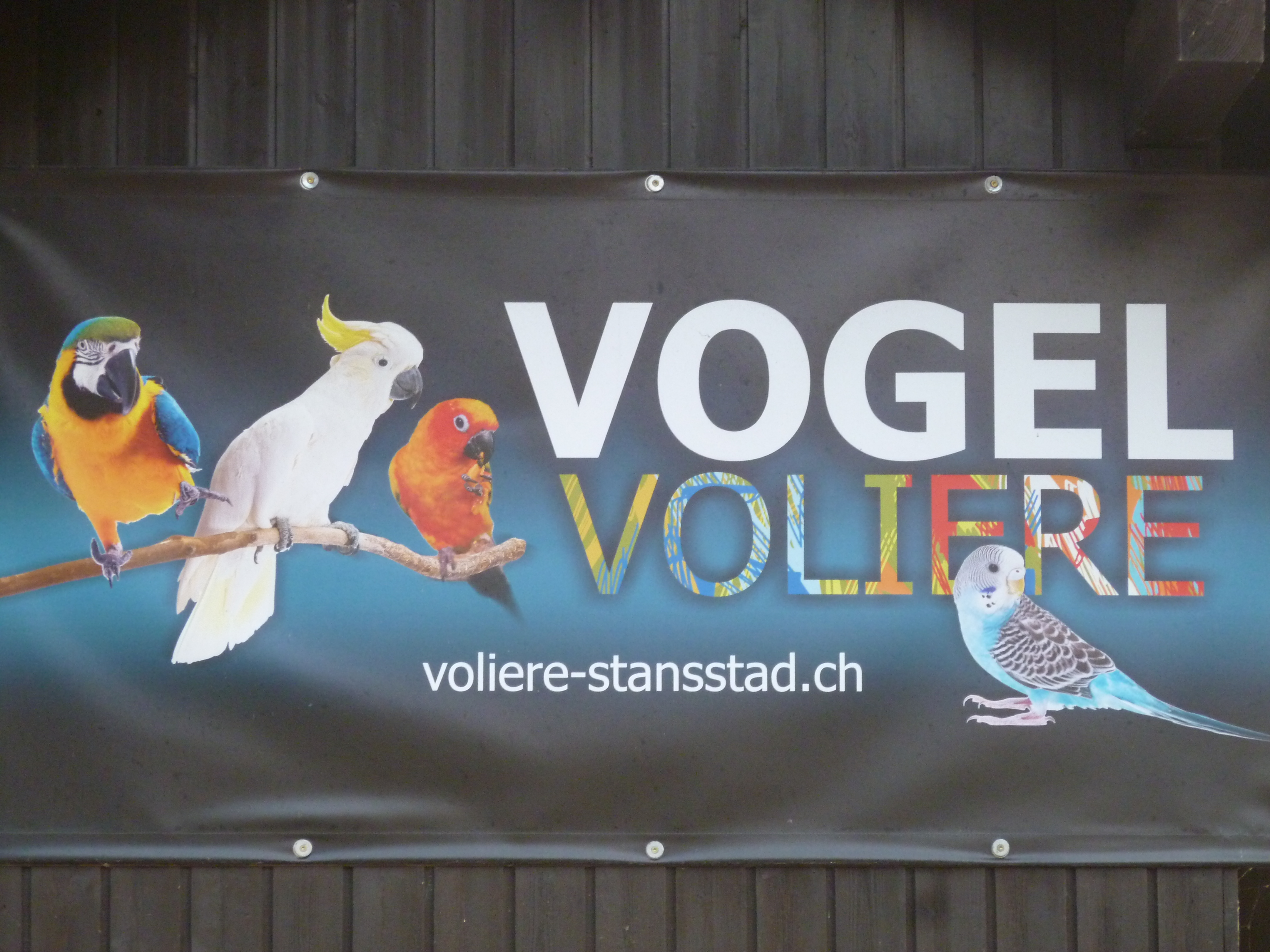

التطويل أو التوسيع أو الحشو عند أهل المعاني، ويقال له الحشو القبيح، هو أن يكون اللفظ زائدا على أصل المراد لا لفائدة ولا يكون اللفظ الزائد متعينا كقول عدي ‍وألفى قولها كذبا ومينا بمعنى واحد ولا فائدة في الجمع بينهما فأحدهما زائد. فبقيد ‍لا لفائدة‍‍ خرج الإطناب و‍لا يكون متعينا‍‍ خرج به الحشو لأن الزائد فيه متعين.